# Rohnert Park (Kalifornia)
Rohnert Park – miasto w Stanach Zjednoczonych, w stanie Kalifornia, w hrabstwie Sonoma. Według spisu ludności przeprowadzonego przez United States Census Bureau w roku 2010, w Rohnert Park mieszka 40971 mieszkańców.